# Sapa-Sapa
Sapa-Sapa è una municipalità di quarta classe delle Filippine, situata nella Provincia di Tawi-Tawi, nella Regione Autonoma nel Mindanao Musulmano.
Sapa-Sapa è formata da 23 baranggay:
- Baldatal Islam
- Butun
- Dalo-dalo
- Kohec
- Lakit-lakit
- Latuan (Suasang)
- Look Natuh
- Lookan Banaran
- Lookan Latuan
- Malanta
- Mantabuan Tabunan
- Nunuk Likud Sikubong

- Palate Gadjaminah
- Pamasan
- Sapa-sapa (Pob.)
- Sapaat
- Sukah-sukah
- Tabunan Likud Sikubong
- Tangngah (Lalung Sikubong)
- Tapian Bohe North
- Tapian Bohe South
- Tonggusong Banaran
- Tup-tup Banaran